# هيو ديفيس ميريل
هيو ديفيس ميريل هو قاضي ومحامي وسياسي أمريكي، ولد في 20 ديسمبر 1877 في مقاطعة هيرد في الولايات المتحدة، وتوفي في 5 يناير 1954. نشط حزبياً في الحزب الديمقراطي. وقد انتخب عضو مجلس نواب ألاباما ‏.